# Axel Fredenholm
Per Axel Fredenholm, född 22 februari 1881 i Göteborg, död 1962, var en svensk författare, diktare och filosof.
1901 emigrerade Fredenholm 20 år gammal till USA. Han studerade i Chicago och blev känd som redaktör i den svensk-amerikanska pressen. Han studerade bland annat teologi där han tog en fil. kand., filosofi samt olika religioner. Han var under åren aktiv som redaktör, rektor, författare, museiintendent, konstnär och filosof. Han tog också doktorsgraden i litteratur innan han 1920 återvände till Sverige.
Fredenholm skrev två diktsamlingar om hopiindianerna som han lärde känna under sina år i USA. Efter sin återkomst till Sverige var han bland annat intendent för Utlandssvenska museet i Göteborg.
På femtiotalet startade han föreningen Fri Horisont i Göteborg. Där studerande man bland annat Bhagavad Gita, hinduismens och buddhismens läror om reinkarnation och karma och gjorde jämförande studier i andra livsåskådningar. Mest känd är Fredenholm för sin bok Så har jag hört som givits ut i flera upplagor genom åren både i Sverige och Finland.
Fredenholm höll många föredrag under åren om livsåskådning och de slutsatser han själv kommit fram till. Hans gravplats finns på Västra kyrkogården i Göteborg.